# Rédené
Rédené is een gemeente in het Franse departement Finistère (regio Bretagne). De plaats maakt deel uit van het arrondissement Quimper. Rédené telde op 1 januari 2022 2.999 inwoners.

## Geografie
De oppervlakte van Rédené bedroeg op 1 januari 2022 24,49 vierkante kilometer; de bevolkingsdichtheid was toen 122,5 inwoners per km².

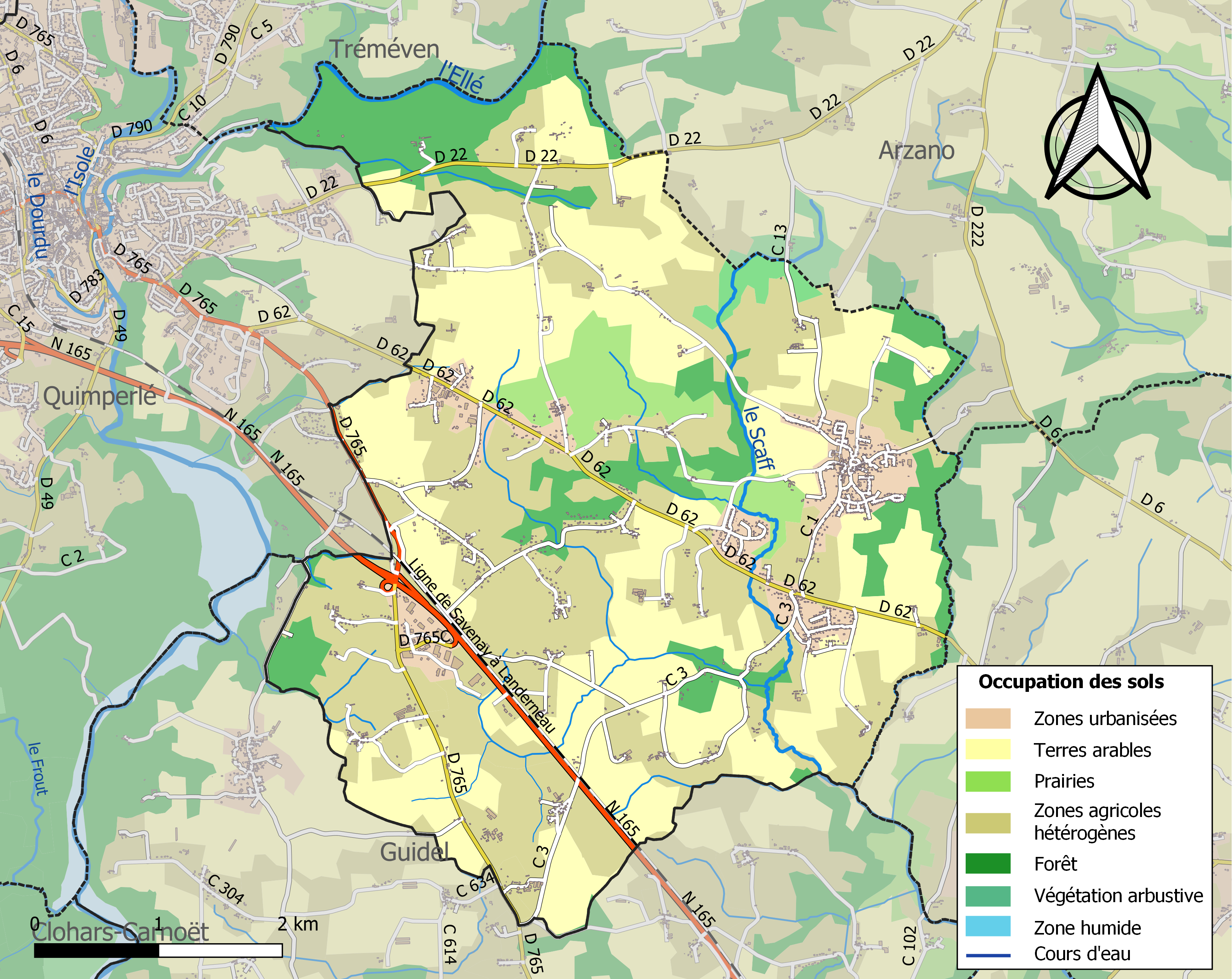
Kaart van de gemeente met belangrijkste infrastructuur, bodemgebruik en omliggende gemeenten

## Demografie
Onderstaande figuur toont het verloop van het inwonertal (bron: INSEE-tellingen).